# 스파스크랴잔스키

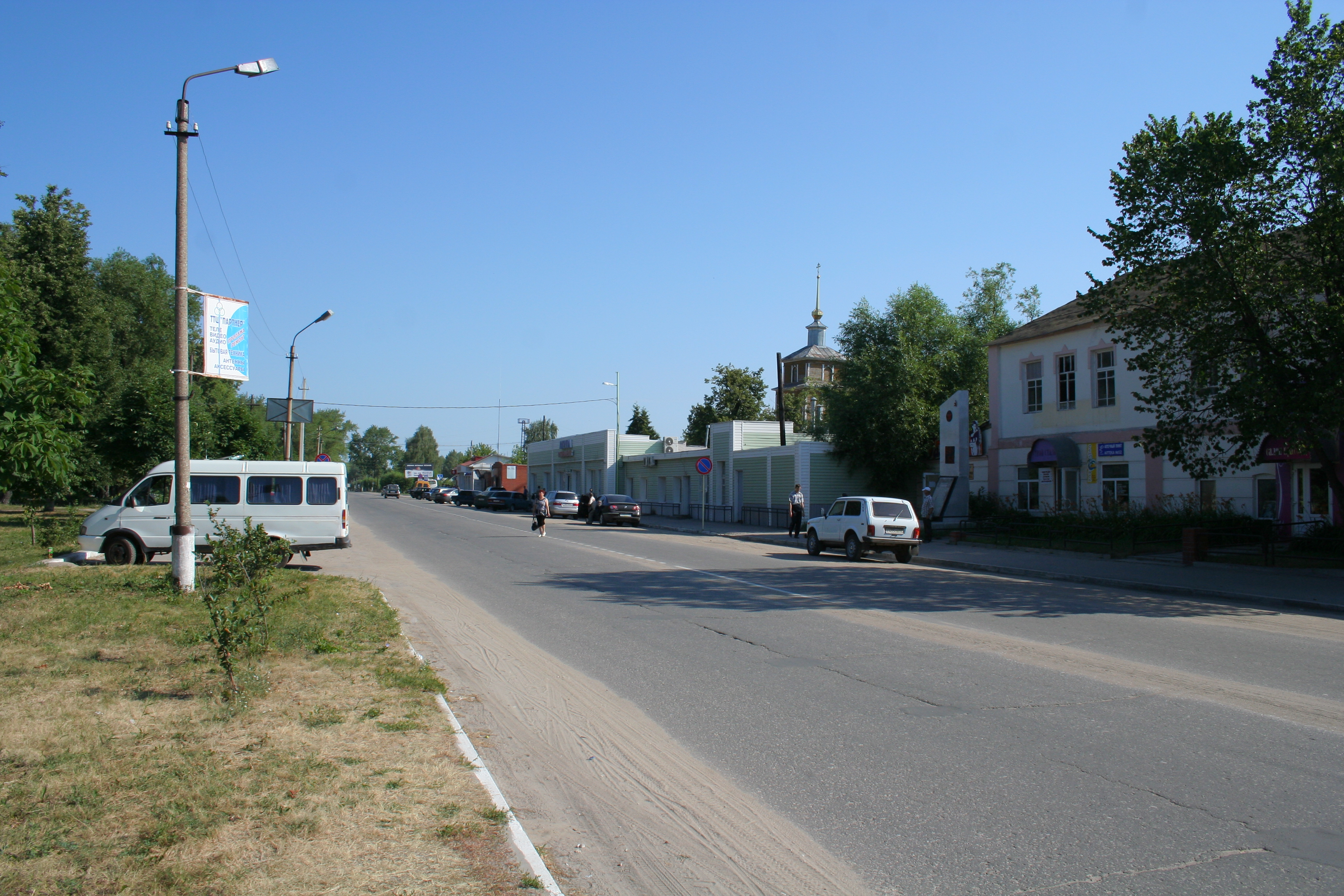

스파스크랴잔스키(러시아어: Спасск-Ряза́нский)는 러시아 랴잔주 중부에 위치한 도시로, 인구는 8,858명(2002년 기준)이며 랴잔(랴잔 주의 주도)에서 남동쪽으로 55km 정도 떨어진 곳에 위치한다.
1629년 바스키나폴랴나라는 슬로보다가 건설되었고 1778년 시로 승격되면서 도시 이름도 스파스크로 변경되었다. 1929년 도시 이름을 스파스크랴잔스키로 변경하여 오늘에 이른다.